# Nearcha staurotis
Nearcha staurotis là một loài bướm đêm trong họ Geometridae.